# 伊洛韋茨河

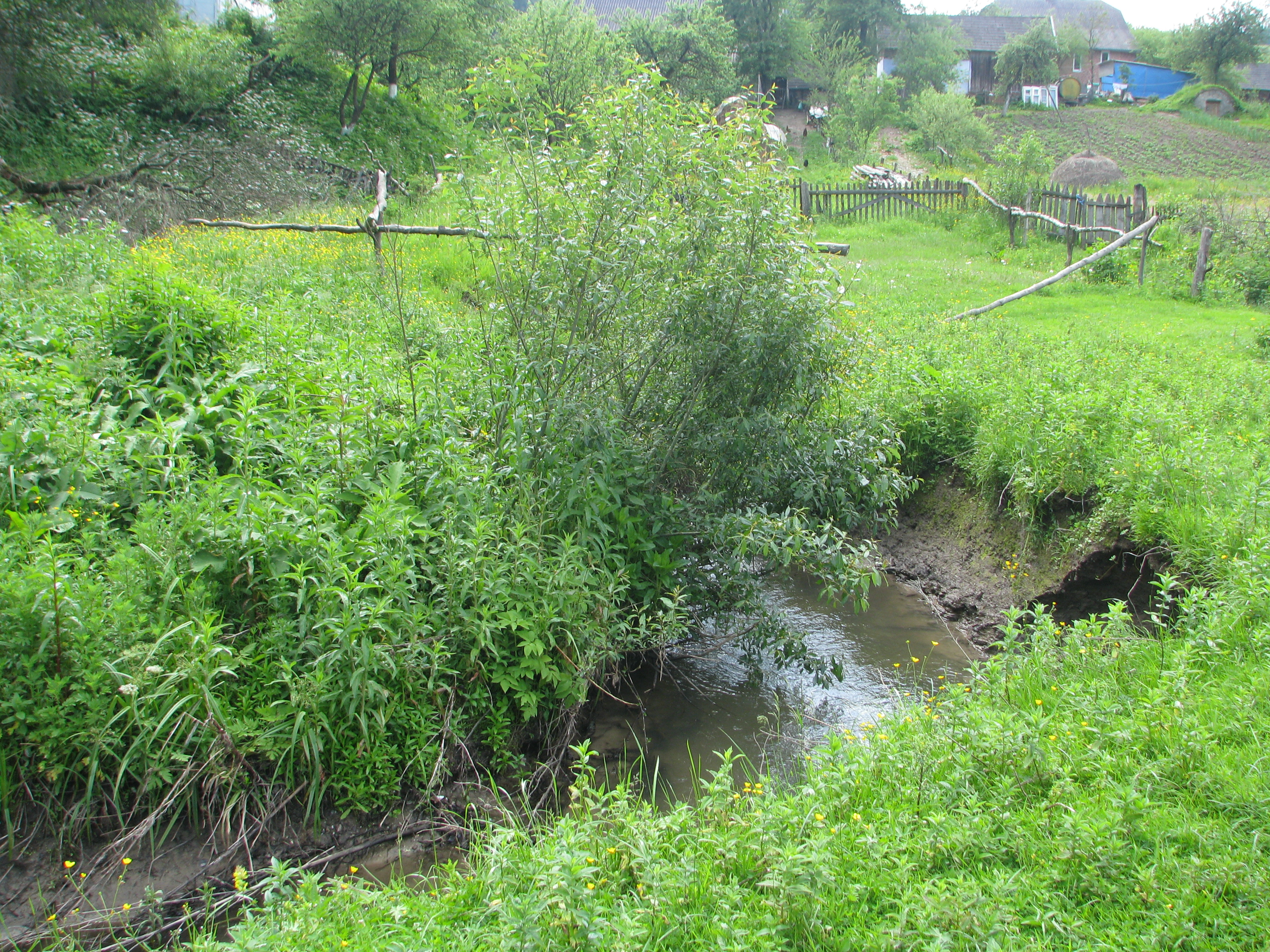

伊洛韋茨河（烏克蘭語：Іловець），是烏克蘭的河流，位於該國西部利沃夫州，屬於德涅斯特河的左支流，發源自伊利夫以北，流經斯特雷區，河道全長16公里，流域面積59平方公里。